# Portraits (album de Tri Yann)
Pour les articles homonymes, voir Portrait (homonymie).
Albums de Tri Yann
Belle et Rebelle Tri Yann en concert
Portraits est le dixième album studio du groupe Tri Yann sorti en 1995 sous le label Déclic.

## Contenu
Chaque titre évoque un personnage historique plus ou moins connu qui a marqué la culture bretonne ou celtique. Certains, comme celles en l'honneur de Brian Boru et de Gerry Adams, sont purement instrumentaux, d'autres contiennent des paroles en ancien français. La mélodie Arthur Plantagenest du titre est tirée du Livre Vermeil de Montserrat : Stella splendes in monte.
Le 10e et dernier titre occupe à lui seul le dernier tiers de l'album. Intitulé "Guillaume Seznec" et découpé en 6 parties ("Le Voyage", "Le Procès", "L'Adieu", "Le Bagne", "La Délivrance" et "Seznec est innocent !"), il retrace l'affaire Guillaume Seznec et constitue un plaidoyer engagé en faveur de la réhabilitation de Seznec qui apparaît en photographie sur la pochette de l'album. La mélodie de La Délivrance est également tirée du Livre Vermeil de Montserrat : Polorum regina.

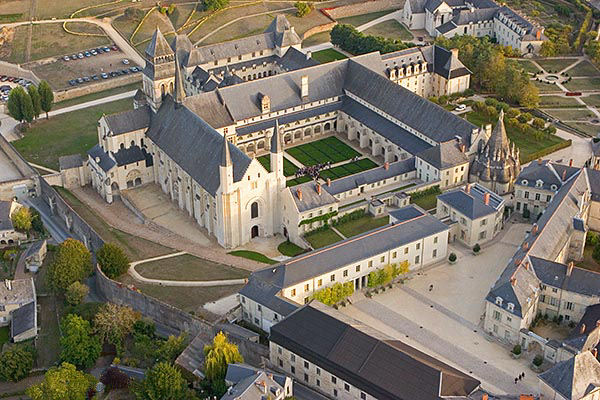
L'abbaye de Fontevraud.

Seule la chanson Aloïda ne réfère pas à un personnage ayant existé. Dans le cahier de l'album, il est inscrit : « fictif quant au lieu et au temps mais partant d'un fait réel, ce fratricide, conséquence de l'intégrisme religieux, nous rappelle que les assassinats, notamment à caractère familial et les épisodes sanglants furent l'un des principaux thèmes des gwerziou et complaintes bretonnes, à l'époque où la tradition orale jouait dans la population le rôle actuel des médias, tout en émaillant la réalité de poésie et d'imaginaire. »
L'album a été enregistré à l'abbaye royale de Fontevraud. Il marque l'arrivée de Christophe Le Helley au sein du groupe, qui lui apporte un son au caractère plus médiéval. Bernard Baudriller, ancien membre du groupe jusqu'en 1986, assure également une prestation vocale et figure sur la photo du groupe au verso de la pochette.

## Titres
| No  | Titre | Durée |
| --- | --- | ----- |
| 1.  | Marie-Camille Lehuédé (Tri Yann - Traditionnel) | 3:15  |
| 2.  | Madeleine Bernard (sœur du peintre Émile Bernard ) (Tri Yann - Traditionnel)                                                                                      | 4:02  |
| 3.  | Gerry Adams (Traditionnel/Tri Yann) | 4:02  |
| 4.  | Arthur Plantagenest (Tri Yann - Anonyme) | 4:04  |
| 5.  | Goulven Salaün (acteur de la « Révolte du papier timbré » ) (Rolang Mogn - Tri Yann)                                                                              | 3:42  |
| 6.  | Olivier Herry (maire de Brennilis de 1989 à 1994) (Tri Yann) | 4:30  |
| 7.  | Brian Boru (Anonyme / Tri Yann) | 3:16  |
| 8.  | Aloïda (Tri Yann - Thibaut de Champagne) | 4:46  |
| 9.  | Anne de Bretagne (Anonyme / Tri Yann) | 3:52  |
| 10. | Guillaume Seznec : Le Voyage / Le Procès / L'Adieu / Le Bagne / La Délivrance / Seznec est innocent ! (Tri Yann/François Stéphan - Anonyme/Traditionnel/Tri Yann) | 29:27 |

## Musiciens
- Jean Chocun : chant
- Jean-Paul Corbineau : chant
- Jean-Louis Jossic : chant, bombarde, chalémie, psaltérion, cromorne
- Gérard Goron : chant, batterie, percussions, mandoloncelle
- Louis-Marie Séveno : chant, basse, violon, rebec, dulcimer, mandoline, whistle
- Jean-Luc Chevalier : guitares acoustique et électrique
- Christophe Le Helley : chant, veuze, flûtes, cromorne, courtaud, harpe celtique, chifonie, claviers

avec la participation de :
- Bernard Baudriller : chant
- Max Junior : berimbao, tablas, didjeridoo
- Étienne Grandjean : accordéon diatonique
- Denis Le Her-Seznec et Claudine Hunault : voix dans L'Adieu
- Marie Josèphe Castel : chant dans Seznec est innocent !